# (38180) 1999 JR123
1999 JR123 (asteroide 38180) é um asteroide da cintura principal. Possui uma excentricidade de 0.15975520 e uma inclinação de 5.98638º.
Este asteroide foi descoberto no dia 13 de maio de 1999 por LINEAR em Socorro.